# Expanded Program on Immunization
Het Expanded Program on Immunization (EPI) (Nederlands: uitgebreid programma voor immunisatie) is een initiatief van de Wereldgezondheidsorganisatie (WHO), opgericht in mei 1974 op verzoek van de lidstaten. Het doel van het programma is om levensreddende vaccins wereldwijd beschikbaar te maken voor elk kind, ongeacht geografische locatie of sociale economische status. Het EPI streeft naar de verbetering van vaccinatieprogramma's wereldwijd en zorgt ervoor dat vaccins toegankelijk zijn, zodat zoveel mogelijk mensen worden beschermd tegen infectieziekten. In de afgelopen decennia heeft het programma aanzienlijke verbeteringen in de volksgezondheid teweeggebracht. In 2024 vierde het EPI zijn 50-jarig jubileum, een belangrijke mijlpaal in de wereldwijde gezondheidszorg. Tegenwoordig heeft elk land ter wereld een nationaal immunisatieprogramma.

## Geschiedenis

### 1974: WHO Expanded Programme on Immunization (EPI)
De Wereldgezondheidsorganisatie (WHO) lanceerde in mei 1974, op verzoek van de lidstaten, het wereldwijde initiatief: het Expanded Program on Immunization (EPI). Het programma werd formeel opgericht tijdens de 27e wereldgezondheidsvergadering, voor bestrijding tegen ziekten, waaronder difterie, kinkhoest, tetanus, mazelen, poliomyelitis, tuberculose, pokken.
1984: EPI's eerste gestandaardiseerde schema
In 1984 herzag de WHO het bestaande vaccinatieschema uit 1961 en stelde een gestandaardiseerd schema vast. Hierbij werden de volgende vaccinaties werden toegevoegd: Tuberculose (Vaccin vanaf de geboorte), difterie-tetanus-kinkhoest (DTP), orale polio (DTP en poliomyelitis op 6, 10 en 14 weken) en mazelen (op 9 maanden).
De toegenomen kennis over de immunologische factoren van ziekten heeft geleid tot de ontwikkeling van nieuwe vaccins, die zijn toegevoegd aan de lijst van aanbevolen vaccins van het EPI. Deze toevoegingen omvatten het hepatitis B-vaccin (HepB), gele koorts-vaccin in landen waar de ziekte endemisch is, en het Haemophilus influenzae type b (Hib)-vaccin in landen met een hoge ziektelast.

#### 1999: Strategic Advisory Group of Experts (SAGE)
In 1999 werd de Strategic Advisory Group of Experts (SAGE) opgericht door de directeur-generaal van de WHO. SAGE is bedoeld om de WHO te adviseren over wereldwijde beleids- en strategiekwesties over vaccinatie. Dit omvat onderwerpen zoals vaccins en technolgoie, onderzoek en ontwikkeling, en de levering van vaccinatie, evenals de verbanden met andere gezondheidsinterventies.

#### 2000: Global Alliance for Vaccines and Immunization (GAVI)
In 2000 werd het samenwerkingsverband Global Alliance for Vaccines and Immunization (GAVI) opgericht met als doel de gezondheid van kinderen in de armste landen te verbeteren door het bereik van het EPI uit te breiden. GAVI voegde een nieuwe dimensie toe aan het EPI door internationale steun te bieden voor een bredere beschikbaarheid van nieuwe vaccins. Het bracht een grote coalitie bijeen, met als belangrijkste partners: de WHO, UNICEF, de Bill and Melinda Gates Foundation en de World Bank. 
Naast deze kernpartners werkt GAVI samen met een breed scala aan betrokkenen, waaronder donoren zoals soevereine regeringen, particuliere stichtingen en bedrijfssectorpartners; niet-gouvernementele organisaties (NGO’s); belangenorganisaties; beroeps- en gemeenschapsverenigingen; religieuze organisaties en de academische wereld; vaccinproducenten; onderzoeks- en technische gezondheidsinstituten; en de regeringen van uitvoerende landen. De oprichting van GAVI heeft geleid tot een verbeterde toegang tot nieuwe en weinig gebruikte vaccins wereldwijd. GAVI speelt een cruciale rol in het versterken van de eerstelijnszorg en draagt bij aan de verwezenlijking van de Sustainable Development Goals (SDG's), met name op het gebied van Universal Health Coverage (UHC).. 
De strategie van GAVI fungeert als een routekaart die is ontworpen om te reageren op veranderingen in het vaccinlandschap en om vijfjaarlijkse mijlpalen te stellen op weg naar het vervullen van onze missie. 
De vijfjaarlijkse strategieën zijn als volgt verdeeld:
- Fase V (2021–2025)

- Fase IV (2016–2020)

- Fase III (2011–2015)

- Fase II (2006–2010)

- Fase I (2000–2005)

In juni 2019 keurde de Raad van GAVI vijfde fase van de strategie (2021–2025) goed, met de missie “Niemand achterlaten met immunisatie”. De strategie richt zich op het immuniseren van 300 miljoen extra kinderen in landen met lage inkomens en het voorkomen van 7–8 miljoen toekomstige sterfgevallen.
2020: Immunisatie Agenda 2030 (IA2030)
In augustus 2020 werd de Immunisatie agenda 2030 goedgekeurd in de 73e wereldgezondheidsvergadering. IA2030 bouwt voort op de Global Immunization Vision and Strategy (2006–2015) en het Global Vaccine Action Plan (2011–2020). De agenda versterkt de inzet van het Expanded Program on Immunization (EPI) en andere wereldwijde initiatieven om universele toegang tot vaccins te waarborgen, de eerstelijnszorg te versterken en universele gezondheidsdekking te ondersteunen.
2024: EPI uitbreiding
In 2024 breidde het Expanded Program on Immunization (EPI) zijn bereik uit om vaccins te dekken tegen 13 door vaccinatie te voorkomen ziekten wereldwijd, namelijk Tuberculose, difterie, kinkhoest, tetanus, poliomyelitis, mazelen, hepatitis B (HepB), het Haemophilus influenzae type b (Hib)-vaccin, rode hond, pneumokokkenziekte (PNC), rotavirus (Rota), humaan papillomavirus (HPV) en COVID-19 (volwassenen). Daarnaast werden meer dan 17 context specifieke vaccins toegevoegd tegen ziekten zoals cholera, dengue, hepatitis A, influenza, Japanse encefalitis, malaria, meningitis, mpox, bof, rabies, respiratoir syncytieel virus, tyfus, teken-encefalitis, waterpokken, gele koorts en gordelroos.

## Uitvoering
Op basis van de richtlijnen van de EPI, bepalen en implementeren de lidstaten van de Verenigde naties hun eigen beleid voor vaccinatieprogramma's. Het opzetten van een vaccinatieprogramma omvat een veelzijdig en complex proces. Het omvat bijvoorbeeld transport voor de toediening van de vaccins, betrouwbare koelketensysteem, het bijhouden van vaccinvoorraden, het opleiden en monitoren van gezondheidswerkers, educatieve programma's voor informeren en een manier om te documenteren en registreren welk kind welke vaccins krijgt.
Afhankelijk van het niveau van de gezondheidszorg en de infrastructuur wordt er in elke regio een andere methode gehanteerd voor het opzetten en implementeren van vaccinatieprogramma's. 
In gebieden waar het aantal gestructureerde gezondheidsinstellingen klein is, kunnen mobiele vaccinatieteams van belang zijn. Dit houdt in dat personeelsleden van een gezondheidsinstelling vaccins rechtstreeks naar de steden en dropen brengen. Deze diensten worden vaak het hele jaar door georganiseerd. In andere gebieden zijn vaste vaccinatielocaties meer van toepassing. Het gaat dan om zorginstellingen, zoals ziekenhuizen of gezondheidsposten die vaccinatie combineren met andere gezondheidsfaciliteiten. Tot slot zijn er ook gebieden, met name in ontwikkelingslanden, waar goede communicatie en infrastructuur ontbreken. Dit leidt tot het annuleren van geplande vaccinatierondes, met verslechtering van het vaccinatieprogramma als gevolg. Een betere strategie in deze gebieden is de ‘pulse immunisatie’-techniek, waarbij vaccins aan kinderen worden gegeven tijdens specifieke, vaak jaarlijkse, vaccinatiecampagnes. Op die manier wordt een grote groep kinderen in een korte tijdsperiode gevaccineerd. 
Als het gebied bestaat uit arme stedelijke gemeenschappen zijn aanvullende strategieën van belang. De reden hiervan is dat vaccinatieprogramma's in die gebieden vaak laag scoren. Deur-aan-deurcampagnes worden gebruikt om de deelname van moeilijk te bereiken groepen te vergroten. Ten slotte worden periodieke, nationale massavaccinatiecampagnes steeds vaker in de programma's opgenomen. 

## Evaluatie
Vaccinatieprogramma's worden gecontroleerd in elk land door middel van twee methoden: administratieve methoden en enquêtes in de gemeenschap. Bij de administratieve methode worden gegevens over vaccinaties verzameld van openbare, particuliere en NGO-klinieken. De nauwkeurigheid van deze methode hangt af van de beschikbaarheid en precisie van de rapporten van deze faciliteiten. Deze aanpak kan eenvoudig worden toegepast in gebieden waar de overheid de vaccinaties direct aanbiedt of de vaccins aan de klinieken levert. In landen zonder dergelijke infrastructuur worden op de gemeenschap gebaseerde enquêtes gebruikt om de vaccinatiegraad te schatten. 
Bij de enquêtes in de gemeenschap wordt een aangepaste clustersteekproefmethode gebruikt die door de Wereldgezondheidsorganisatie is ontwikkeld. De vaccinatiegraad wordt geëvalueerd met een steekproefmethode in twee fasen, waarbij 30 clusters worden geselecteerd en in elk cluster zeven kinderen worden onderzocht. Zorgverleners met weinig of geen ervaring in statistiek en bemonstering kunnen met minimale training de gegevens verzamelen.   Een dergelijke enquête-implementatie biedt een manier om informatie te verzamelen uit gebieden waar geen betrouwbare gegevensbron beschikbaar is. Het wordt ook gebruikt om de gerapporteerde vaccinatiegraad te verifiëren (bijvoorbeeld op basis van administratieve rapporten), en de geschatte vaccinatiegraad wordt verwacht binnen 10 procent van de werkelijke waarde te liggen. 
Enquêtes of vragenlijsten worden vaak als onnauwkeurig beschouwd vanwege zelfrapportage, maar kunnen meer gedetailleerde informatie bieden dan alleen administratieve rapporten. Wanneer gegevens van thuiszorg beschikbaar zijn, kan de vaccinatiestatus worden vastgesteld en kunnen de vaccinatiegegevens worden gecontroleerd om te bevestigen of de vaccins op de juiste leeftijd en met de juiste intervallen zijn toegediend. Gemiste vaccinaties kunnen worden geïdentificeerd en verder worden geanalyseerd. Bovendien kunnen systemen voor de toediening van vaccins, naast de klinieken die voor administratieve evaluatie worden gebruikt, worden opgespoord en in de analyse worden opgenomen.

## Nationale Immunisatie programma Nederland
Sinds 1958 heeft Nederland een nationaal Immunisatieprogramma (NIP), bekend als het Rijksvaccinatieprogramma (RVP). Het primaire doel van dit programma is het voorkomen van ziekten, complicaties en sterfte als gevolg van infectieziekten door middel van vaccinatie. Het Rijksinstituut voor Volksgezondheid en Milieu (RIVM) is verantwoordelijk voor de landelijke coördinatie en begeleiding van het RVP, in opdracht van het ministerie van Volksgezondheid, Welzijn en Sport (VWS).
Het huidige vaccinatieschema in Nederland in 2024 omvat 13 vaccinaties die beschermen tegen de volgende infectieziekten: Rotavirus, Difterie, Kinkhoest, Tetanus, Polio, Heamophilus influenzae type b, hepatitis B, Pneumokokken, Bof, Mazelen, Rode hond, Meningokokken ACWY en Humaan Papillomavirus (HPV). Hieronder is een overzicht te zien van het vaccinatieschema in 2024. 
| Leeftijd kind | Vaccinatie                                 | Beschermt tegen                                                                                        |
| --- | ------------------------------------------ | --- |
| 6-9 weken | 1. Rota* 2. DKTP-Hib-HepB**                | Rotavirus Difterie, kinkhoest, tetanus, polio, heamophilus influenzae type b, hepatitis B              |
| 3 maanden | 1. Rota 2. DKTP-Hib-HepB 3. Pneumokokken   | Rotavirus Difterie, kinkhoest, tetanus, polio, heamophilus influenzae type b, hepatitis B Pneumokokken |
| 5 maanden | 1. DKTP-Hib-HepB 2. Pneumokokken           | Difterie, kinkhoest, tetanus, polio, heamophilus influenzae type b, hepatitis B Pneumokokken           |
| 12 maanden | 1. DKTP-Hib-HepB                           | Difterie, kinkhoest, tetanus, polio, heamophilus influenzae type b, hepatitis B                        |
| 14 maanden | 1. BMR 2. MenACWY                          | Bof, mazelen, rodehond Meningokokken ACWY                                                              |
| 4 jaar | 1. DKTP                                    | Difterie, kinkhoest, tetanus, polio                                                                    |
| 9 jaar | 1. DTP 2. BMR                              | Difterie, tetanus, polio Bof, mazelen, rodehond                                                        |
| 10 jaar | 1. HPV (2x, 2de vaccinatie halfjaar later) | Humaan papillomavirus                                                                                  |
| 14 jaar | 1. MenACWY                                 | Meningokokken ACWY                                                                                     |
| Rijksvaccinatieprogramma Nederland 2024 * Voor kinderen geboren vanaf 1 januari 2024. ** Alleen als de moeder niet is gevaccineerd tegen kinkhoest tijdens de zwangerschap (22 wekenprik), en in bijzondere situaties. De jeugdarts bespreekt dit met je. |                                            | |

#### Vaccinatiegraad
De effectiviteit RVP wordt gemonitord aan de hand van de vaccinatiegraad. Deze vaccinatiegraad-rapportage wordt ook gebruikt voor internationale rapportages aan de WHO en UNICEF, evenals voor de nationale certificatiecommissie polio en nationale verificatiecommissie mazelen/rubella, die toezien op de bijdrage van Nederland aan de mondiale bestrijding van deze ziekten.

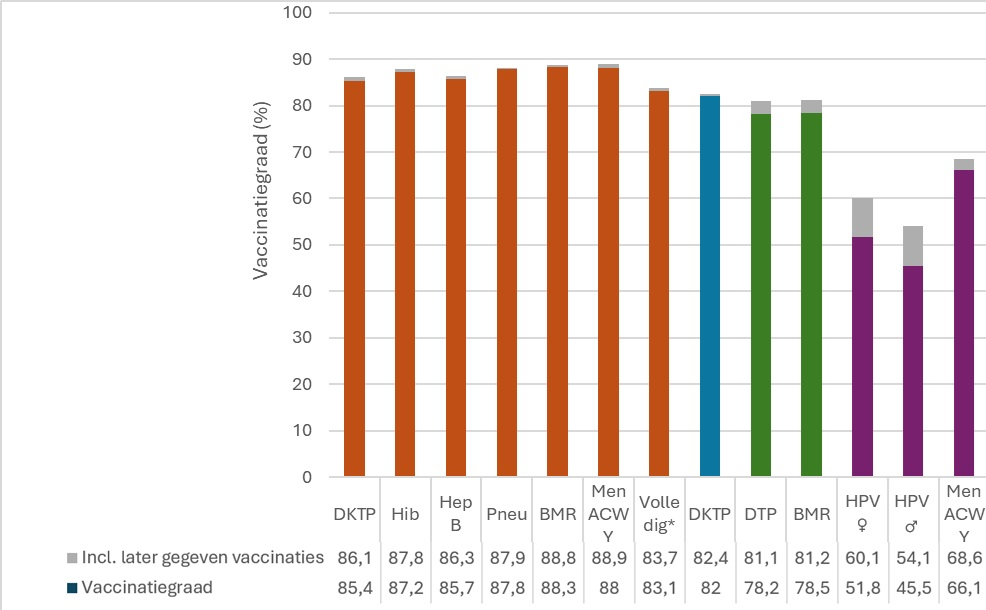
Grafiek vaccinatiegraad Nederland per vaccinatie in 2024. '

In 2024 lijkt de vaccinatiegraad in Nederland bij zuigelingen en kleuters vergelijkbaar te zijn met het jaar ervoor. Voor BMR en meningokokkenziekte ACWY is deze zelfs iets hoger geworden. Bij oudere leeftijdsgroepen, vanaf 9 jaar, lijkt de vaccinatiegraad voor meeste vaccinaties verder te zijn gedaald. Sinds 2022 ontvangt het RIVM echter een deel van de vaccinatiegegevens anoniem, waardoor het niet precies kan bepalen hoe hoog de vaccinatiegraad is. Anonieme vaccinaties mogen namelijk niet worden meegeteld vanwege ontbrekende informatie bij deze gegevens. De vaccinatiegraad is daarom ingeschat en in de data is zo goed mogelijk rekening gehouden met anonieme vaccinaties.

## Resultaten
Voor de uitvoering van het EPI (1974) was de vaccinatiegraad van kinderen tegen tuberculose, difterie, kinkhoest, tetanus, polio en mazelen geschat op 5 procent . De vaccinatiegraad is uitgegroeid van 5% in 1974 tot 86% in 2019 vóór de COVID-19-pandemie, en is nu 84% wereldwijd . De wereldwijde dekking niet alleen verhoogd, maar ook uitgebreid met vaccinaties tegen hepatitis B, Haemophilus influenzae type B, rubella, tetanus en gele koorts. Het effect van meer vaccinatie blijkt duidelijk uit de afname van de incidentie van veel ziekten. Zo is het aantal sterfgevallen door mazelen wereldwijd tussen 1999 en 2005 met 60% afgenomen, en is polio aanzienlijk afgenomen: in 2006 waren er minder dan 2000 gevallen . 
Sinds 1974 zijn er aanzienlijke verbeteringen in de overleving van kinderen in elke wereldregio. Er wordt geschat dat EPI de grootste bijdrage heeft geleverd aan de verbeterde overleving van zuigelingen in de afgelopen 50 jaar. Eerlijke universele toegang tot immunisatie blijft cruciaal om gezondheidswinst te behouden en toekomstige levens te blijven redden van voorkombare infectieuze sterfte. 